# قلبي اطمأن
قلبي اطمأن هو برنامج خيري عُرض رسميًا لأول مرة في 13 مايو 2018، حيثُ حقق نسبَ مشاهدةٍ وتفاعلاتٍ عالية. يُعرض على مواقع التواصل الاجتماعي بالإضافة إلى قناة نور دبي وقناة MBC1 وقناة أبوظبي.
يَعرض البرنامج حالاتٍ اجتماعية واقعية يعمل شاب الإمارات العربية المتحدة يُسمى «غيث» على مساعدتها في بلدانٍ مختلفة مثل الأردن ومصر والعراق وسوريا وأوغندا وغيرها. تتراوح مدة الحلقة الواحدة ما بين 8-15 دقيقة، حيثُ يُقدم البرنامج 30 حالة إنسانية في رمضان من كل عام. عُرض منه 3 مواسم حتى رمضان 2020، وكان هُناك موسم قصير يُسمى الموسم الإكسترا يتضمن 8 حلقات عُرضت في نوفمبر 2019.
يتعمد مُقدمو البرنامج على جعل شخصية «غيث» مجهولة، وذلك للتركيز في المقام الأول عمل الخير وليس على الشخص الذي يقوم بهذه المهمة، لذلك شهد الموسم الثاني تغييرًا في ملابس غيث، بهدف تقليل احتمالات معرفته بين الجمهور.

## روابط خارجية
- قلبي اطمأن على موقع IMDb (الإنجليزية)
- قلبي اطمأن على موقع قاعدة بيانات الفيلم (الإنجليزية)